# Giovanni Battista Soria

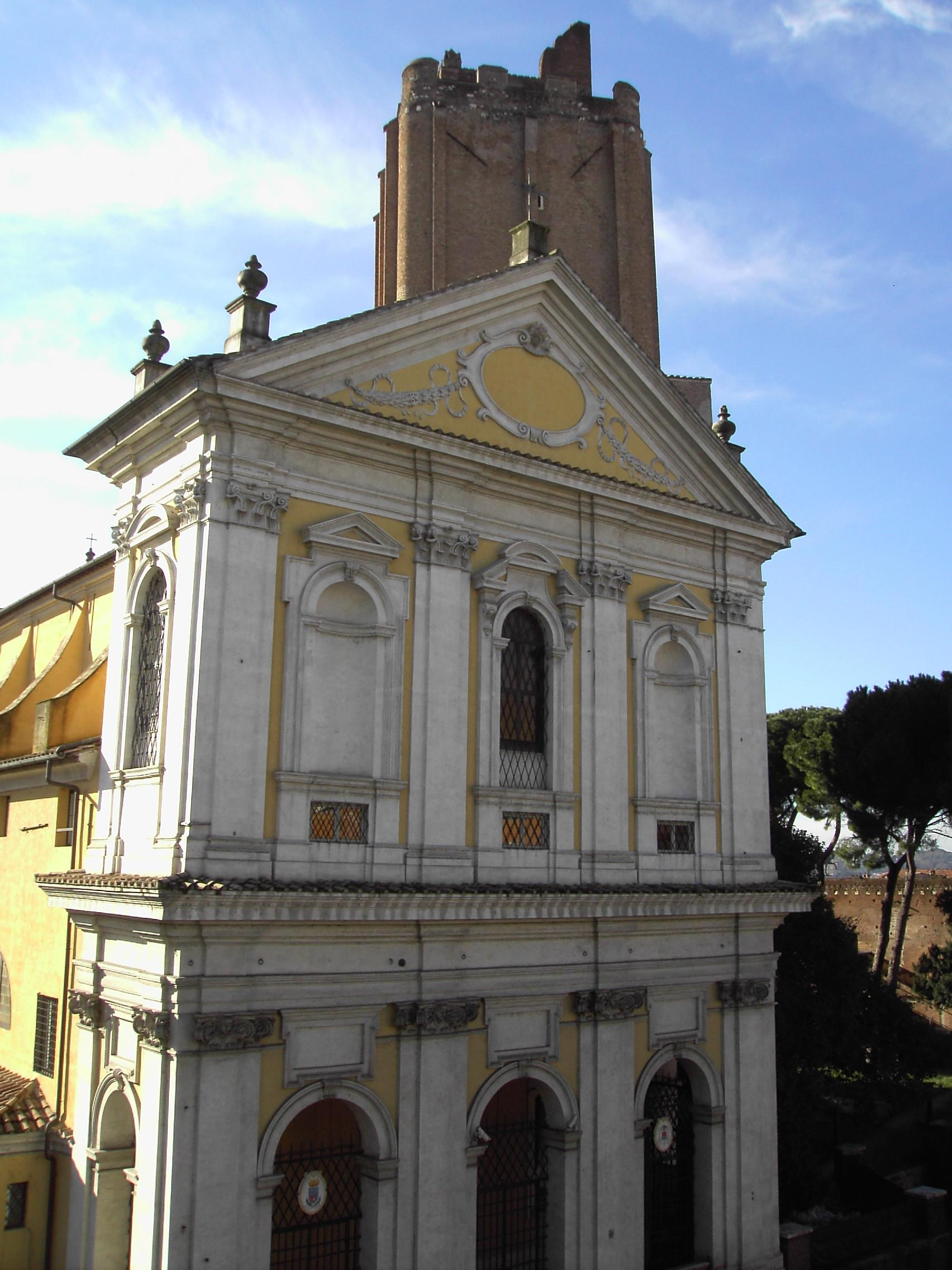
Kyrkan Santa Caterina da Siena a Magnanapoli.
Bakom kyrkan ses Torre delle Milizie.

Giovanni Battista Soria, född 1581 i Rom, död 22 november 1651 i Rom, var en italiensk arkitekt under barocken.

## Byggnadsverk i Rom i urval
- 1620–1627 – Restaurering av San Crisogono i Trastevere
- 1626 – Fasaden till Santa Maria della Vittoria
- 1633 – Fasaden till San Gregorio Magno al Celio på Caelius
- 1636–1638 – Fasaden till San Carlo ai Catinari
- 1641 – Fasaden till Santa Caterina da Siena a Magnanapoli